# Georgi Angelov
Georgi Angelov (tiếng Bulgaria: Георги Ангелов; sinh 12 tháng 11 năm 1990 ở Sofia) là một cầu thủ bóng đá Bulgaria thi đấu ở vị trí trung vệ và Tiền vệ phòng ngự cho Vitosha Bistritsa mượn từ Levski Sofia.

## Sự nghiệp

### Sự nghiệp trẻ
Georgi Angelov khởi đầu sự nghiệp bóng đá ở học viện Levski và được đẩy lên đội dự bị Levski. Anh ra mắt đội một ngày 25 tháng 11 năm 2009 trong trận đấu trước Litex Lovech. Angelov ra sân từ ghế dự bị thay cho Zé Soares ở phút thứ 74.

### Bansko
Vào tháng 6 năm 2011 Angelov gia nhập Bansko.

### Levski Sofia
Ngày 12 tháng 6 năm 2017, Angelov ký hợp đồng 3 năm cùng với Levski Sofia.